# Xenornis setifrons
El batará moteado (Xenornis setifrons), también denominado hormiguero de Tacarcuna (en Colombia) u hormiguero de pecho moteado,  es una especie de ave paseriforme de la familia Thamnophilidae, la única en el género monotípico Xenornis. Es endémica del oriente de Panamá y el noroccidente de Colombia.

## Distribución y hábitat
Se distribuye en el este de Panamá (hacia el este desde Colón), y extremo noroeste de Colombia (Chocó). Es conocida en 12 sitios en Serranías de San Blas, Darién, Tacarcuna (Panamá) y Baudó (Colombia).
Esta especie es considerada rara (o tal vez ignorada) en el sotobosque de bosques húmedos, principalmente entre los 350 y 800 m de altitud. Habita principalmente en barrancas abruptas y en quebradas profundas, donde el dosel es abierto y tiene una altura de 15 a 25 m con muchas lianas y epífitas y un denso sotobosque con abundancia y variedad de palmeras.

## Descripción
Mide 15,5 cm de longitud. Corona, mejillas y dorso predominantemente marrón oscuro, con dos barras color canela en las alas; superciliar y partes bajas anteadas.  El pico y las patas son gris oscuros. El macho tiene las partes inferiores gris pizarra, la hembra presenta la parte superior de la garganta blancuzca con bordes amarillentos y las partes bajas color marrón con matices color ante sobre el pecho. Cola gris oscuro con algunas puntas blancuzcas, relativamente larga. Pico grueso y arqueado.

## Comportamiento
Generalmente busca alimento en parejas y frecuentemente se junta a bandadas mixtas con otras especies, de las cuales suele ser líder. Es callado e inconspicuo, se encarama verticalmente en su percha, desde donde realiza vuelos cortos atrás de presas.

### Alimentación
Se alimenta de insectos que toma de la superficie de las hojas, preferentemente a unos 2,5 m de altura desde el suelo, pero también entre 0,5 y 5 m. 

### Reproducción
Nidifica entre abril y junio. Construye el nido colgado nido colgado de una horqueta a aproximadamente 3 m de altura, en forma de taza, similar a los reportados en otros géneros de los Thamnophilidae.

### Vocalización
El canto es una serie de 5-6 notas de timbre alto que gradualmente van aumentando el timbre. El llamado es un rápido «chak-chak-chak».

## Estado de conservación
El batará moteado ha sido calificado como amenazado de extinción en grado vulnerable por la Unión Internacional para la Conservación de la Naturaleza (IUCN) debido a que posee una pequeña y fragmentada zona de distribución en la cual su hábitat continúa declinando. Se presume que su pequeña población total, estimada en 2500 a 10 000 individuos, con subpoblaciones muy pequeñas, también esté en rápida decadencia debido a la pérdida de hábitat. Su distribución es inexplicablemente desigual, con brechas en áreas aparentemente adecuadas de hábitat.

### Amenazas
La deforestación para agricultura está reduciendo y fragmentando su hábitat preferencial, pero la población humana es baja en la mayor parte de su zona, donde, en consecuencia,  las amenazas son mínimas. La minería y la finalización de la carretera panamericana, con su potencial de atraer aumentos de población, representan importantes amenazas futuras.

### Acciones de conservación
En Panamá, ha sido registrada en el sitio de Chagres y en el parque nacional Portobelo; la reserva indígena de Kuna Yala ofrece alguna protección alrededor de Nusagandi.

## Sistemática

### Descripción original
La especie X. setifrons fue descrita por primera vez por el ornitólogo estadounidense Frank Michler Chapman en 1924 bajo el mismo nombre científico; localidad tipo «Tacarcuna, 2050 pies [cerca de 625 m], Darién, Panamá». El género Xenornis fue descrito por el mismo autor en la misma publicación.

### Etimología
El nombre genérico «Xenornis» es una combinación de las palabras del griego «ξενος xenos»:extraño y  «ορνις ornis, ορνιθος ornithos»: ave; significando «ave extraña»; y el nombre de la especie «setifrons», se compone de las palabras del latín «seta» o «saeta»: cerda y «frons» o «frontis»: frente; significando «de frente con cerdas».

### Taxonomía
Las relaciones de esta especie son inciertas; posiblemente esté próxima a Thamnomanes o Megastictus con base en las similitudes en la postura, movimientos de la cola, hábitos de alimentación con bandadas mixtas, y algunas vocalizaciones. Es monotípica.